# وزارة كاليفورنيا للرعاية الصحية
وزارة كاليفورنيا لخدمات الرعاية الصحية (DHCS) هي دائرة داخل وكالة كاليفورنيا للصحة والخدمات الإنسانية التي تمول وتدير عدداً من خدمات الرعاية الصحية فردية البرامج، بما في ذلك Medi-Cal ، التي توفر خدمات الرعاية الصحية لذوي الدخل المحدود، وكانت تعرف سابقًا باسم كاليفورنيا قسم الخدمات الصحية والذي أعيد تنظيمها في DHCS وكاليفورنيا قسم الصحة العامه
في 10 سبتمبر 2019
```
اعلنت مديرة شعبة الاتصالات الداخليه جينيفر كنت استقلالها اعتباراً من 30 سبتمبر 
[
2
]
```

في 25 سبتمبر 2019  عين الحاكم غافن نيوسوم ريتشارد فيغيروا الابن مديرا بالنبابة.

## العمليات
في كانون الأول/ديسمبر 2014كانت مراجعة برنامج العناية بالاسنان التابع لوزارة الصحة العمومية، حيث افاد مراجع حسابات ولاية كاليفورنيا ان:
-اوجه القصور في المعلومات  وعدم فعالية الاجراءات، اذ تقوم مراكز الرعاية الصحية بتعريض الأطفال المستفيدين ل خطر الاصابه بأمراض الاسنان بدرجة أكبر.
-فقط 43.9 في المئة من الأطفال  المسجلين في عيادة الأسنان اذ اعتبرهم
طبيب الأسنان العام الماضي الثاني عشر الاسوء من بين البيانات المقدمة.
-كانت معدلات سداد تكاليف اجراءات ال 10 الأكثر شيوعاً لطب الأسنان 35 في المائه من المتوسط الوطني ولم ترتفع الميزانية منذ سنة 2000-2001
-إحدى عشر مقاطعه في كاليفورنيا لم يكن لديها أي مقدمي خدمات الاسنان أو أي موردين على استعداد لقبول الأطفال المرضى الجدد التي يغطيها مقدمي خدمات الاسنان، حيث تتضمن المقاطعات: ديل نورت، تيهاما، يوبا، سوريا، نيفادا، امادور، كلافيرس، آلبين، ماريبوسا، مونو وانيو.
-قد لا يكون لدى كالفورنيا اطباء اسنان مشاركين بما يكفي للتعامل مع الملايين من المستفيدين الجدد من اطباء الاسنان نتيجة لقانون الرعاية ميسورة التكلفة.
DHCS لم تشرف بسكل كافي على مقاولها الإداري الذي لم«ينفذ العقد مطلوب التوعية لتحسين الاسنان المجانيه في المناطق المحرومة من الخدمات».

-مع تسجيل 13 مليون طفل وكبير، يعد مركز طب الاسنان أكبر برنامج للتأمين على الاسنان ترعاه الدولة.
-المقاول الخاص الذي يدير طبيب الأسنان هو دلتا الاسنان، في عام 2016 منحت ولاية كاليفورنيا دلتا الاسنان عقد جديد لتقديم الخدمات الاداريه لبرنامج طب الاسنان، حيث سعت إلى مواصلة العلاقة على مدى 42 عام

## الخلافات
ميدي كال دفعت للأطباء فقط 30%  مما دفعته شركات التأمين التجارية لنفس الإجراءات وفقا لتقرير أكتوبر 2017 ؛ على الرغم من أنه يجب على المراكز الصحية ذات الصلة أن تقدم سنويا مستويات سداد التكاليف الطبية لخدمات ميدي كال لضمان وصول لمستفيدين من شركة "ميدي كال إلى المؤسسات الرعائية قانون المادة 14079 
في سان فرانسيسكو، كان هناك 61440 طفلاً سجلوا في خدمات دينتي كال اعتبارا من عام 2016، ولكن طبيب أسنان واحد فقط للأطفال كان يقبل المرضى اعتباراً من مارس 2018 ؛ وبالمثل، كان هناك فقط 15 طبيب أسنان الذين قبلوا مرضى جدد وصلوا لأكثر من 173000 مرضى بالغين.